# Castello di Cambron
Il castello di Cambron è un castello belga situato nella città di Cambron-Casteau, provincia di Hainaut, Vallonia.

## Storia
Il conte Costante Val di Beaulieu (1751-1828), sindaco di Mons, acquistò l'abbazia di Cambron nel 1803, ma fu suo figlio, il generale Edouard Duval di Beaulieu di Blaregnies (1789-1873), ad ordinare la costruzione dell'attuale castello sulle fondamenta dell'antica infermeria dell'abbazia. 
l'edificio fu costruito tra il 1852 e il 1854, sotto il progetto e la direzione dell'architetto Désiré Limbourg . 
I cancelli in ferro battuto all'ingresso della proprietà risalgono allo stesso periodo e sono sovrastati dalle iniziali ferree DVB (Conti di Val di Beaulieu) intrecciate fra loro. 
La famiglia Val di Beaulieu ha avuto anche altri manieri: il castello di Attre ed il castello di Beaulieu, vicino a Mons. 
La famiglia Ullens de Schooten, formata dai discendenti di Edouard Duval di Beaulieu di Blaregnies, ebbe il possesso del castello fino al 1993 quando la famiglia Dombs acquistò la tenuta e fondò un parco zoologico, rinominato Pairi Daiza e interamente gestito dalla SA Parc Paradisio.

## Struttura
La facciata sud del castello presenta un peristilio con sei colonne di pietra monolitiche e sormontate da capitelli in bronzo. 
L'edificio presenta una facciata principale, a nord, in calcare e mattoni dipinti. 
Sullo spirito neo-classico, ha una certa somiglianza con il Palazzo Reale di Bruxelles prima dei lavori voluti da Leopoldo II. Ciò si spiega con il precedente lavoro dell'architetto per i primi Re dei Belgi.

## Galleria d'immagini

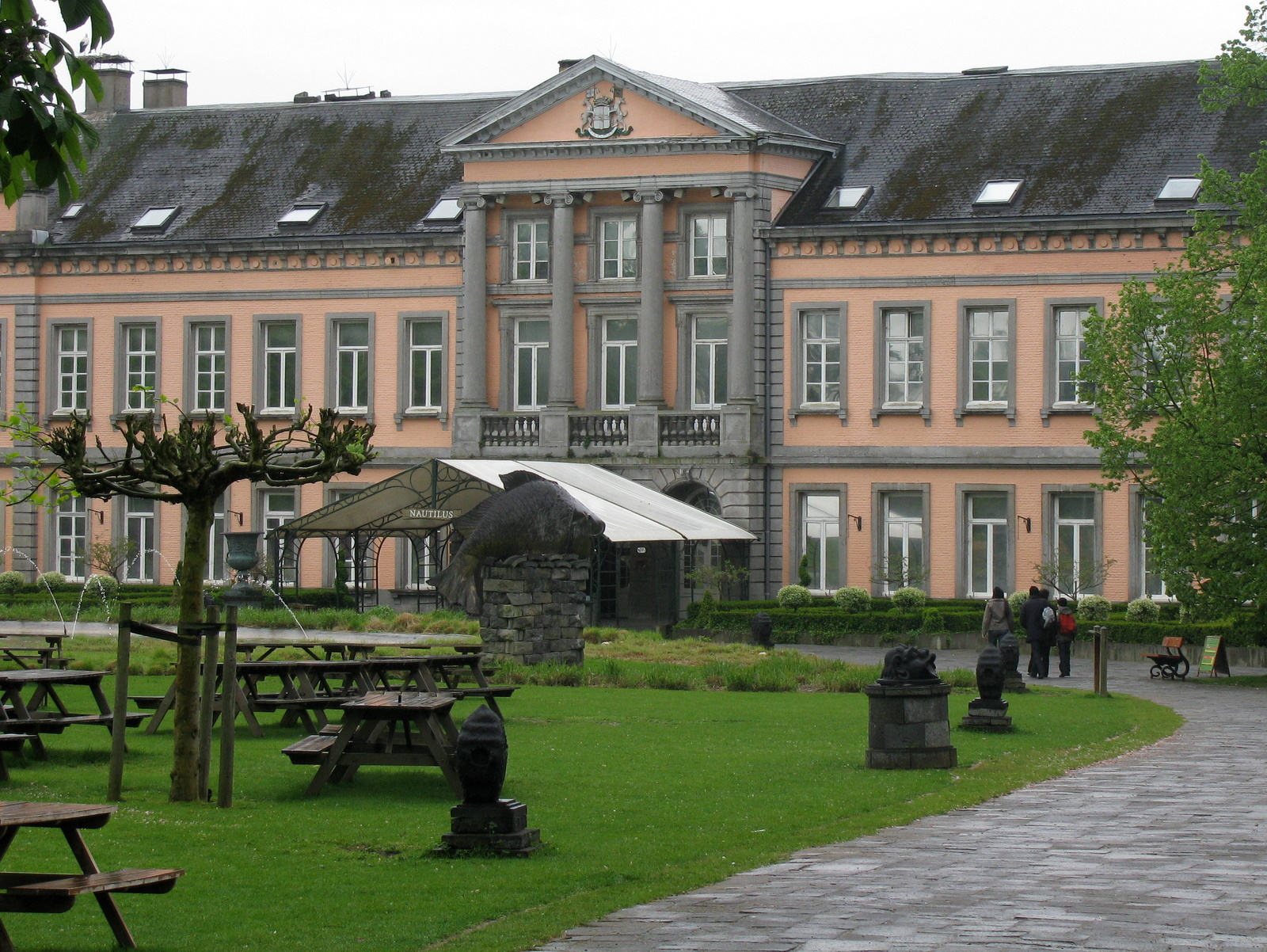
facciata nord
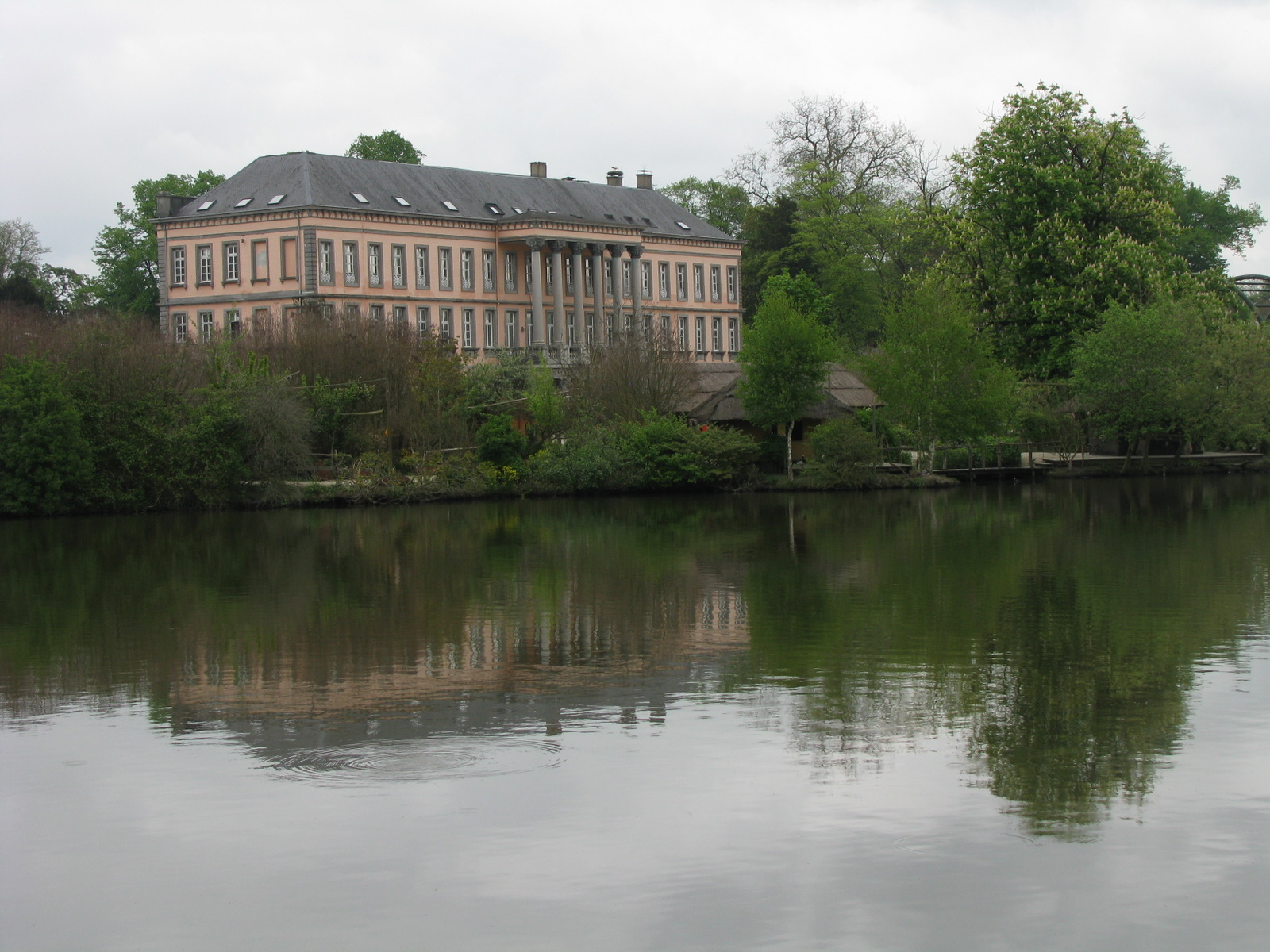
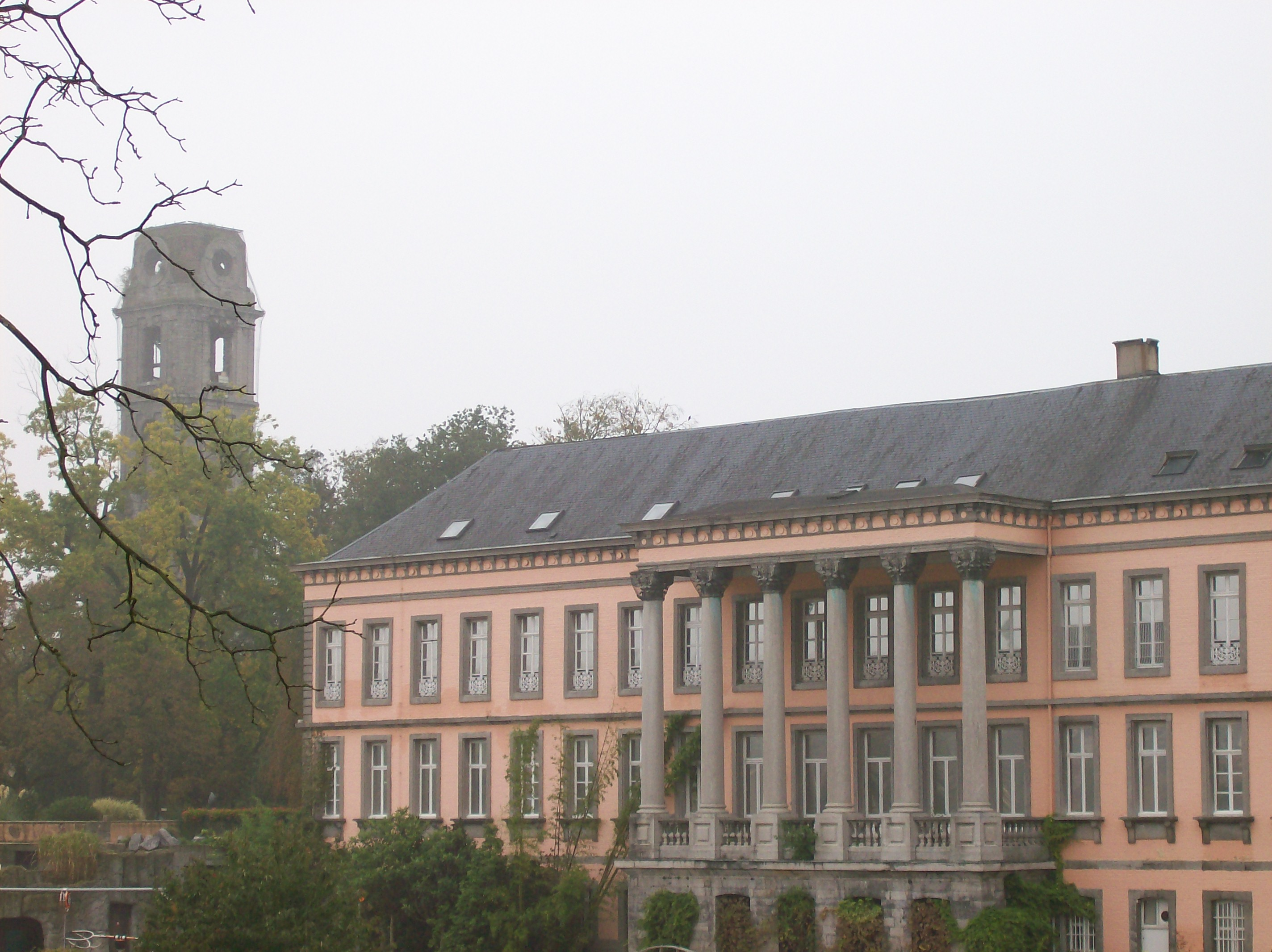
facciata sud e peristilio